# Ravenswood (Nyugat-Virginia)
Ravenswood város az USA Nyugat-Virginia államában, Jackson megyében. Lakosainak száma 3865 fő (2020. április 1.).

## Népesség
A település népességének változása:
| Lakosok száma | 362  | 3876 | 3865 |
|               | 1870 | 2010 | 2020 |